# Christian Gómez
Christian « Gomito » Gómez est un footballeur argentin, né le 7 novembre 1974 à Buenos Aires, Argentine.
Il évolue depuis 2008 avec le club américain des Colorado Rapids.

## Clubs
- 1991-1996 :  Nueva Chicago
- 1997-1999 :  CA Independiente
- 2001-2002 :  Argentinos Juniors
- 2002 :  Nueva Chicago
- 2002-2004 :  Arsenal de Sarandí
- 2004-2007 :  DC United
- 2008 :  Rapids du Colorado
- 2009 :  DC United
- 2010 :  Miami FC
- 2011-2019 :  Nueva Chicago

## Palmarès
- Avec D.C. United :
  - Meilleur joueur de MLS : 2006